# Wormaldia triangulifera
Wormaldia triangulifera là một loài Trichoptera trong họ Philopotamidae. Chúng phân bố ở miền Cổ bắc.